# Zaghkadsor
Zaghkadsor (armenisch Ծաղկաձոր, auf Deutsch „Tal des Erblühens“) ist eine Stadt in Armenien, etwa 50 Kilometer nördlich von Jerewan in der Provinz Kotajk. Im Jahr 2009 zählte die Stadt 1608 Einwohner.

## Ortslage
Zaghkadsor befindet sich zirka 1800 Meter über dem Meeresspiegel am Fuße des 2821 Meter hohen Berges Teghenis und ist das armenische Skilaufzentrum (Saison von Mitte September bis Mitte April).

## Geschichte
Im frühen Mittelalter war die Stadt Stammsitz der Familie Waradschnuni, den Forstmeistern der Arsakiden. Ihr entstammt unter anderem der byzantinische General Philaretos Brachamios. Vom 17. Jahrhundert bis 1947 trug der Ort den Namen Daratschitschag.
Zu sowjetischen Zeiten wandelte sich Zaghkadsor zu einer modernen Stadt; 1984 erhielt sie Stadtrechte. Sie wurde zum Ferienort und Touristenziel ausgebaut. Im April 2015 wurde in Zaghkadsor die Schach-Mannschaftsweltmeisterschaft der Herren ausgetragen.

## Sehenswürdigkeiten
Eine bedeutende Sehenswürdigkeit ist das Kloster Ketscharis mit einer Kuppelkirche vom Anfang des 11. Jahrhunderts, die dem armenischen Nationalheiligen Gregor dem Erleuchter gewidmet ist.

## Bilder

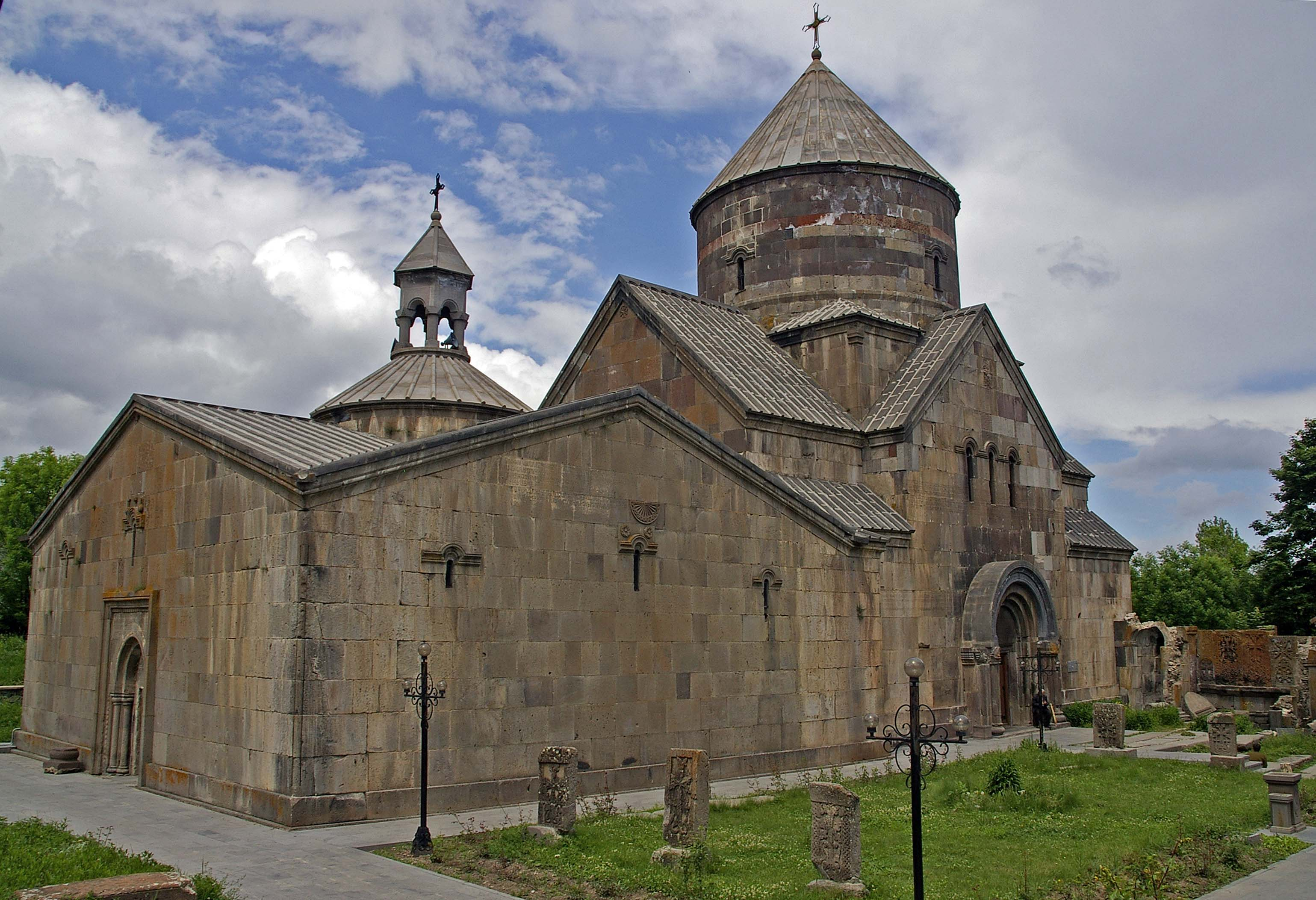
Kloster Ketscharis
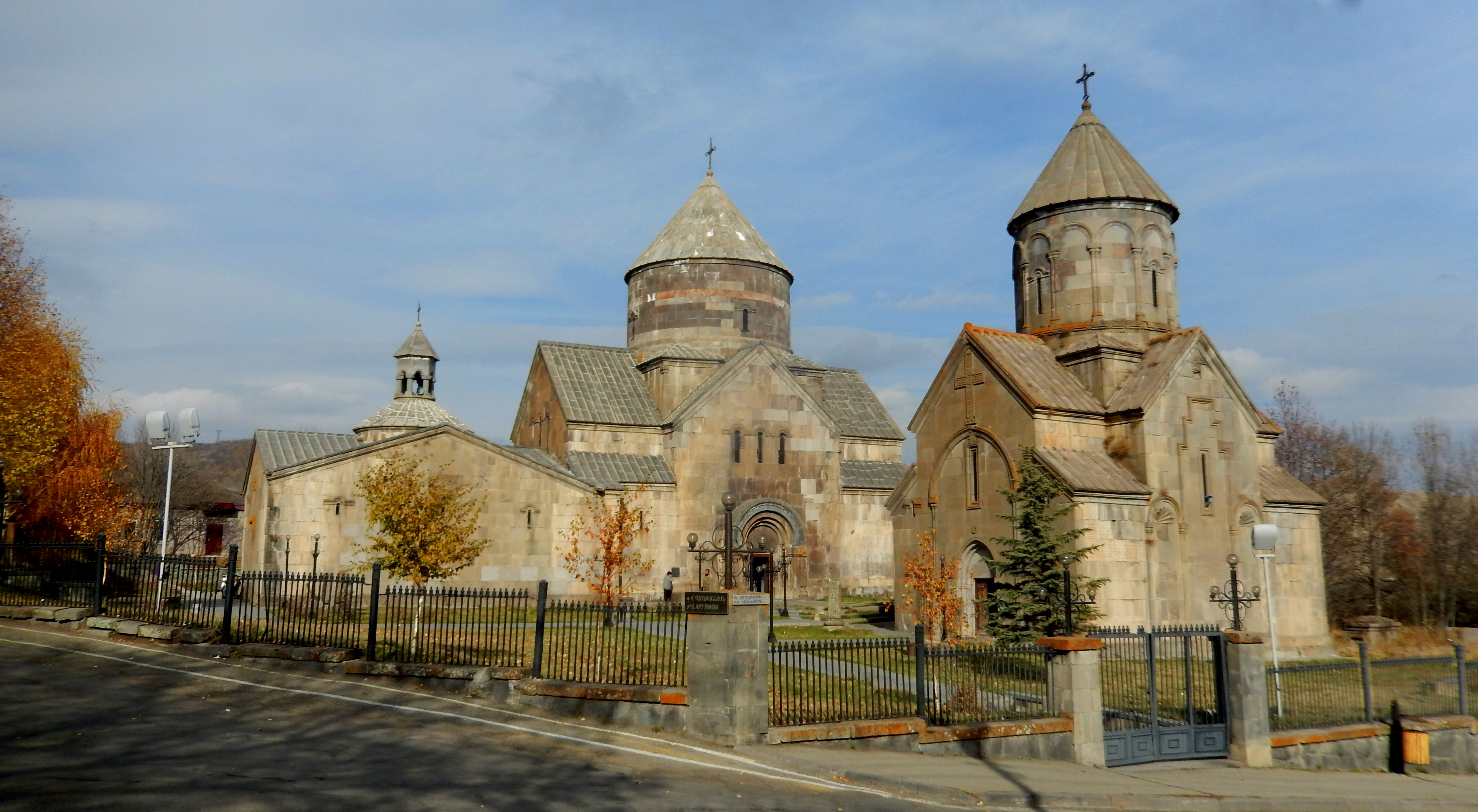
Kloster Ketscharis
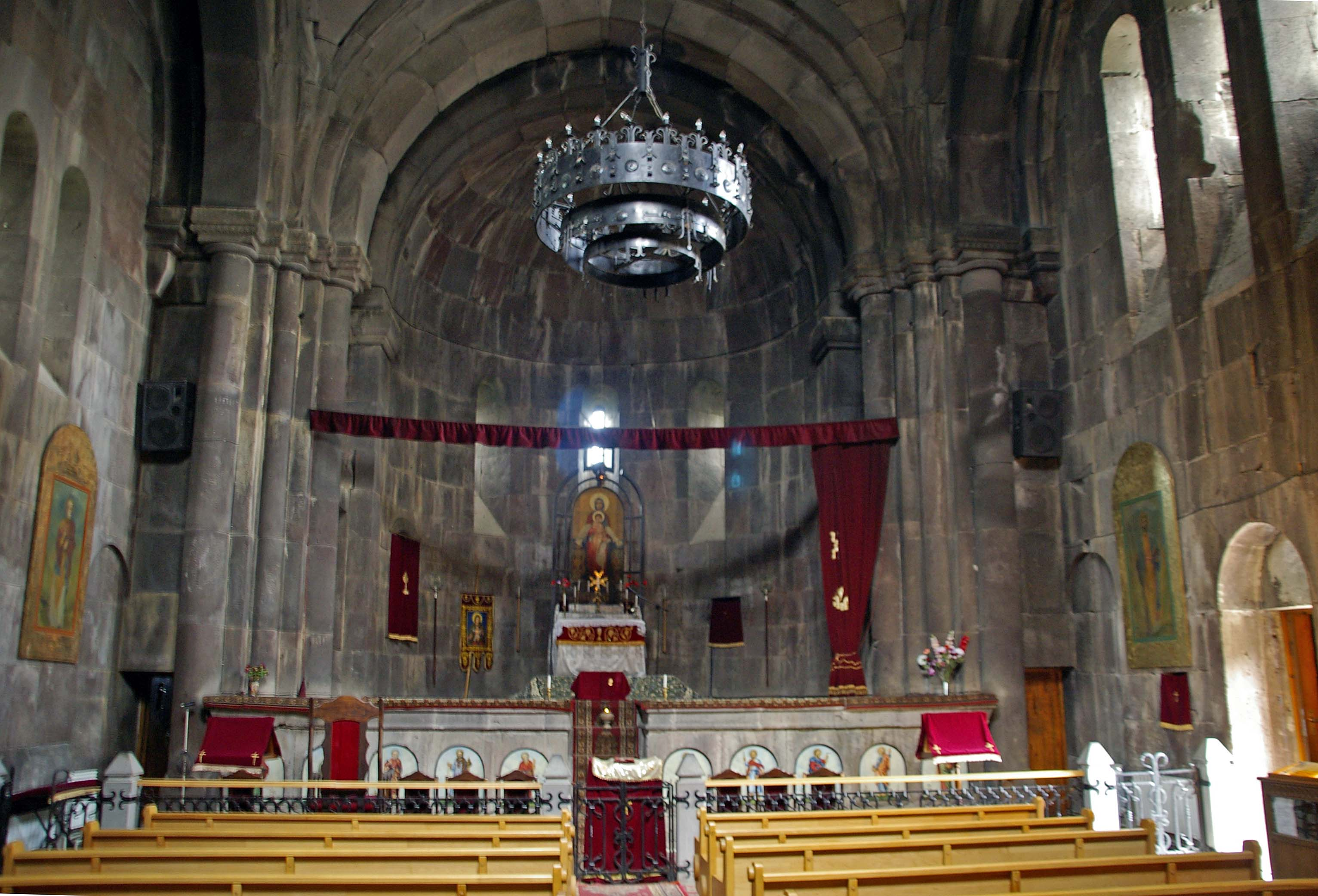
Ketscharis-Altar
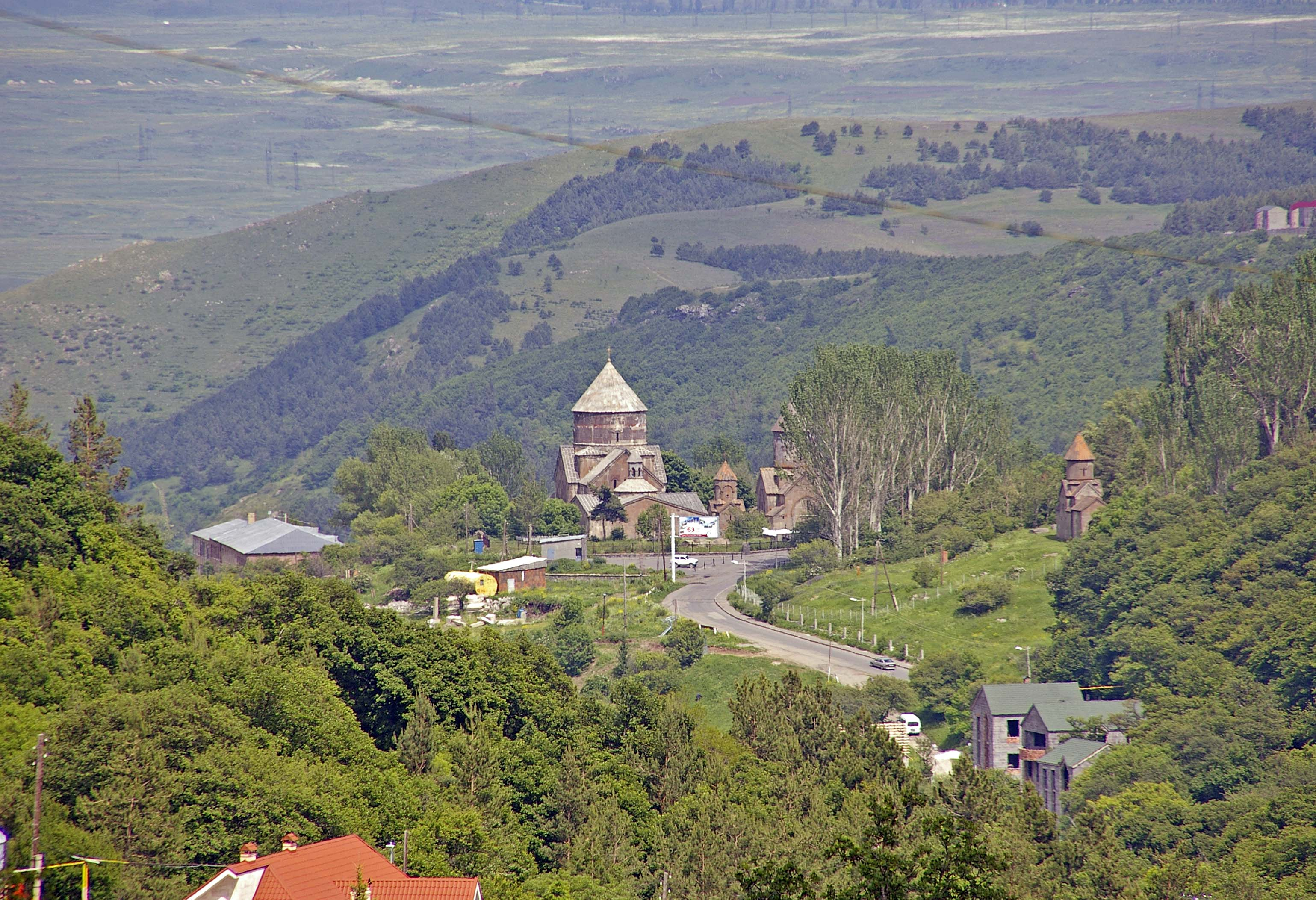
Zaghkadsor
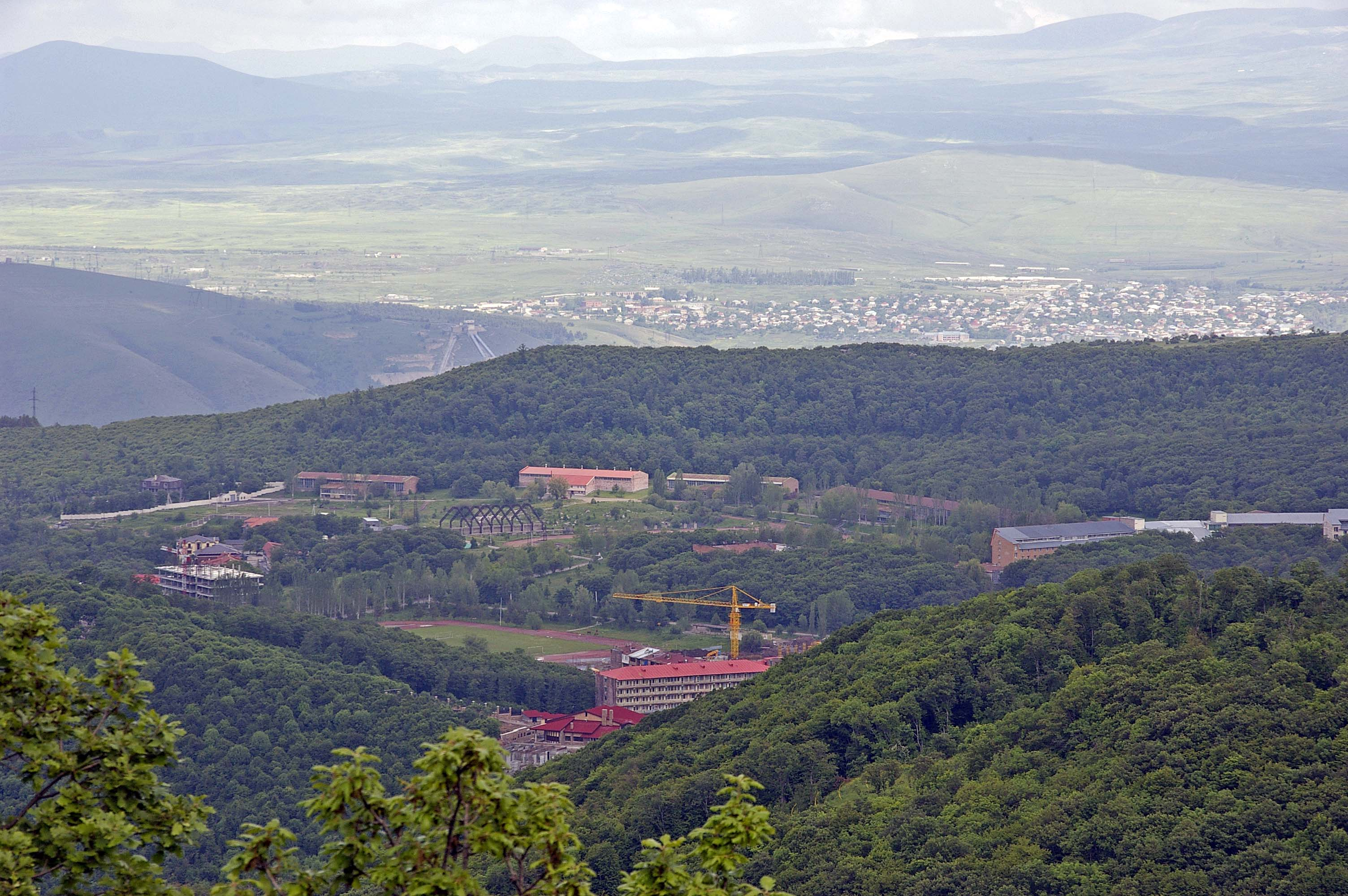
Blick über Zaghkadsor vom Berg Teghenis

## Söhne und Töchter der Stadt
- Leon Orbeli (1882–1958), armenisch-russischer Physiologe und Hochschullehrer
- Arsen Harutjunjan (* 1968), Skirennläufer
- Harutjun Harutjunjan (* 2000), Skirennläufer